# Hornchurch (Metropolitano de Londres)
Hornchurch é uma estação do Metrô de Londres que atende a vila de Hornchurch no borough londrino de Havering, leste de Londres. Fica na linha District entre Elm Park a oeste e Upminster Bridge a leste. São 2,5 quilômetros (1,6 mi) do terminal leste em Upminster e 31,7 quilômetros (19,7 mi) para Earl's Court no centro de Londres.
A estação foi originalmente inaugurada em 1 de maio de 1885 pela London, Tilbury and Southend Railway em uma nova rota direta de Londres a Southend que evitava Tilbury. A estação foi completamente reconstruída em 1932 pela London, Midland and Scottish Railway e um par adicional de plataformas foi construído para servir o serviço elétrico local da District Railway.
O edifício de tijolos tem um projeto comum, como outras estações na porção leste da linha na época.

## História

### Era do vapor
O serviço elétrico da District Railway foi estendido para o leste de East Ham a Barking em 1908. Atrasado pela Primeira Guerra Mundial, um par adicional de quartos trilhos eletrificados foi estendido pela London, Midland and Scottish Railway para Upminster e os serviços do District foram retomados em Hornchurch em 1932. Para coincidir com a introdução dos serviços elétricos, a estação foi reconstruída com duas plataformas adicionais e uma nova bilheteira abrangendo os trilhos voltados para a Station Lane. A Metropolitan District Railway se fundiu com várias outras empresas de transporte para formar a London Transport em 1933, e ficou conhecida como District line. Uma nova estação em Upminster Bridge se tornou a próxima estação a leste em 1934 e Elm Park foi adicionada a oeste em 1935.

### Metropolitano elétrico

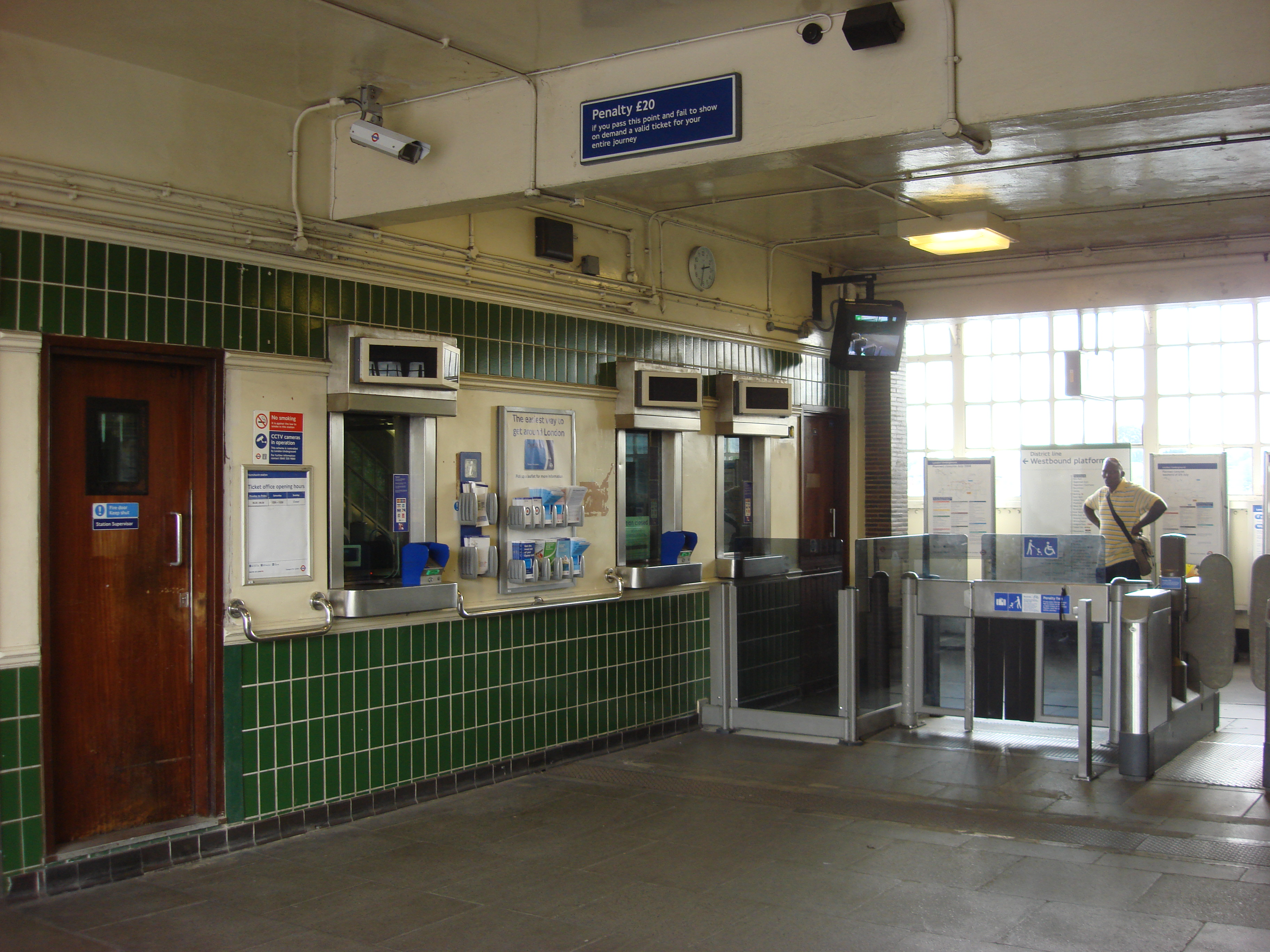
Bilheteria em 2008 antes de ser desativada

A rota original de 1854 da London, Tilbury and Southend Railway passava pelo sul da paróquia de Hornchurch perto do rio Tâmisa, sem parar; a estação mais próxima era em Rainham. A estação em Hornchurch foi inaugurada em 1 de maio de 1885; a próxima estação a leste era Upminster e a oeste era Dagenham. A Whitechapel and Bow Railway foi inaugurada em 1902 e permitiu, através dos serviços da Metropolitan District Railway, operar até Upminster. A District Railway foi convertida em trens elétricos em 1905 e os serviços foram perdidos em Hornchurch quando foram cortados de volta para East Ham. A London, Tilbury and Southend Railway foi comprada pela Midland Railway em 1912 e foi fundida na London, Midland and Scottish Railway em 1 de janeiro de 1923.

### British Railways
Após a nacionalização das ferrovias em 1948, a gestão da estação passou para a British Railways. Os serviços restantes da Fenchurch Street – Southend foram retirados em 1962, quando a rota foi eletrificada com catenárias. A estação Barking foi reconfigurada para fornecer intercâmbio entre plataformas entre a linha District e os serviços da Fenchurch Street. A gestão contínua da estação por uma organização que agora não presta nenhum dos serviços tornou-se mais uma anomalia e em 1969 a propriedade foi transferida para o Metrô de Londres sob a autoridade da London Transport Executive do Conselho da Grande Londres.

## Projeto

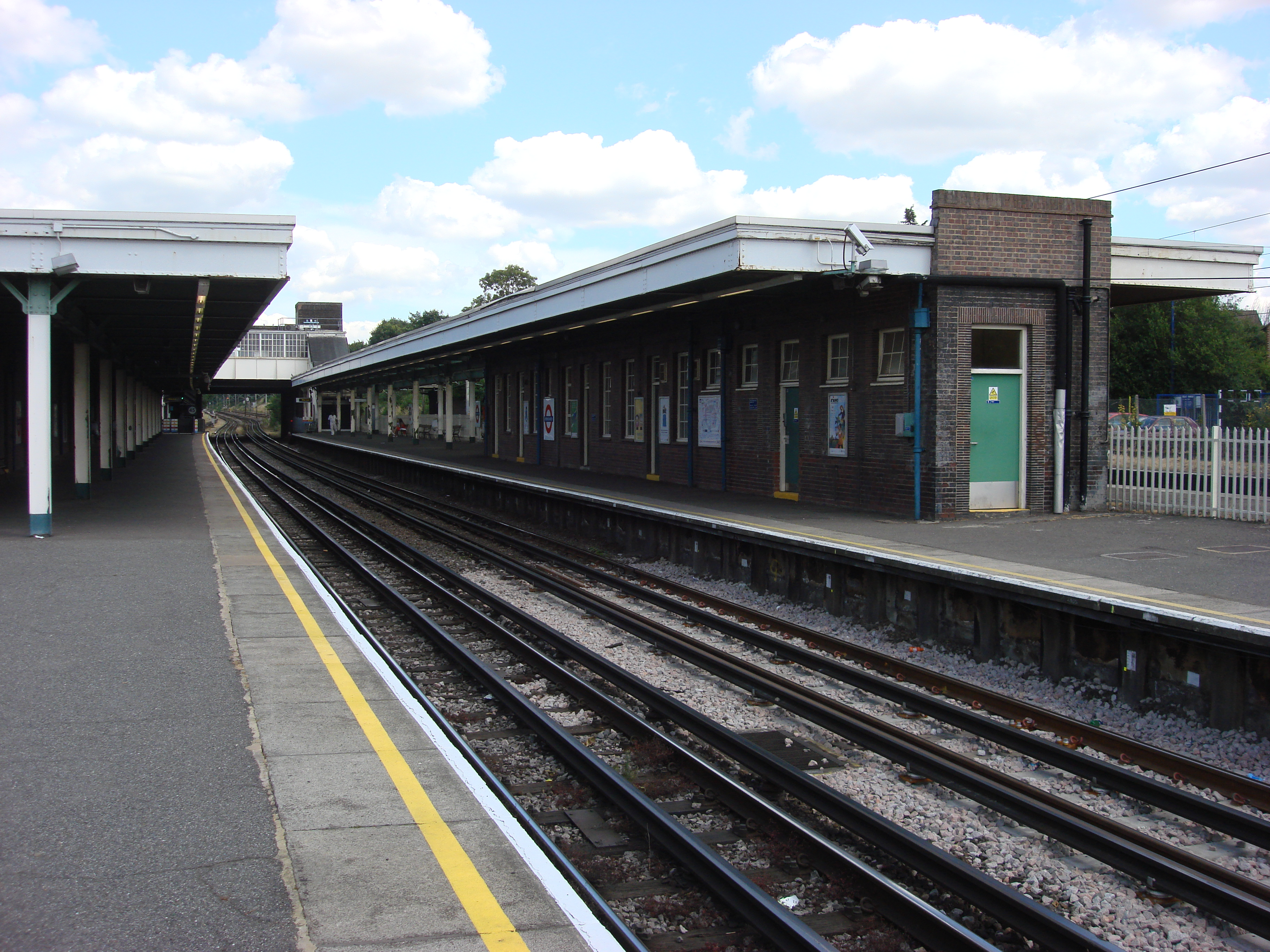
Plataformas laterais com a pista leste à esquerda

A estação consiste em duas plataformas laterais—numeradas 1 para sentido oeste e 2 para sentido leste—localizadas em ambos os lados dos trilhos. Existem quatro trilhos no local, com as plataformas localizadas no par norte. Outro par de trilhos ao sul é usado por serviços suburbanos externos c2c e há plataformas fora de uso nessas linhas. A arquitetura da década de 1930 é semelhante em design a Becontree e Dagenham East e é contemporânea com a introdução de serviços elétricos. Os bancos da plataforma são projetados pela Midland Railway (1912–1922). A estação possuía um cruzamento de via, a oeste das plataformas, permitindo que os trens ali terminassem e voltassem ao serviço no sentido oposto. No entanto, isso foi removido em 2016.
Como parte do acordo de parceria público-privada para manutenção do Metrô de Londres, a estação deveria ser reformada pela Metronet. Após o colapso da Metronet, a responsabilidade pela manutenção da estação foi transferida para a Transport for London em 2008. As obras foram planejadas para incluir o fornecimento de faixas táteis e corrimãos com cores contrastantes para deficientes visuais, instalação de câmeras de circuito fechado de televisão, pontos de atendimento aos passageiros, novos displays eletrônicos de informações de embarque nas plataformas, um novo sistema de alto-falantes e iluminação melhorada. A Transport for London atribuiu a estação à categoria de 'obras limitadas' e planeja concluir essas melhorias de forma incremental, de acordo com a necessidade de preservação do patrimônio.

## Localização

Localização da estação em parte da linha District

A estação tem o nome da cidade de Hornchurch, onde está situada a aproximadamente 1 milha (1,6 km) ao sul da rua principal. A estação está localizada na Station Lane, no borough londrino de Havering, e é cercada por um conjunto de lojas. Fica em uma área principalmente residencial e perto do St George's Hospital e do Hornchurch Country Park. A ponte Upminster está a 1,26 quilômetros (0,78 mi) a nordeste da estação e Elm Park fica 1,5 quilômetros (0,93 mi) para o sudoeste.
As rotas dos ônibus de Londres 165, 193, 248, 252, 256, 370, 372 e as rotas escolares 646, 648 e 652 atendem a estação, providenciando conexões para Collier Row, County Park Estate, Cranham, Lakeside Shopping Centre, Noak Hill, Queen's Hospital, Rainham, Romford and St George's Hospital.

## Serviços
A estação fica na zona tarifária 6 de Londres. O serviço típico fora de pico da estação é de doze trens da linha District por hora para Upminster e doze para Earl's Court, dos quais seis continuam para Ealing Broadway e seis continuam para Richmond. Nos períodos de pico o número de trens por hora aumenta para quinze e alguns trens continuam de Earl's Court para Wimbledon. Os serviços para o centro de Londres operam aproximadamente das 05h00 às 23h30 e os serviços para Upminster operam aproximadamente das 06h00 às 01h30. O tempo de viagem até Upminster é de quatro minutos; para Barking leva aproximadamente 15 minutos e para Tower Hill leva aproximadamente 40 minutos. A estação possui uma bilheteria que funciona onze horas por semana.